# Octopus dierythraeus
Octopus dierythraeus är en bläckfiskart som beskrevs av Norman 1993. Octopus dierythraeus ingår i släktet Octopus och familjen Octopodidae. Inga underarter finns listade i Catalogue of Life.